# Stereotheca elongata
Stereotheca elongata är en nässeldjursart som först beskrevs av Jean Vincent Félix Lamouroux 1816.  Stereotheca elongata ingår i släktet Stereotheca och familjen Sertulariidae. Inga underarter finns listade i Catalogue of Life.